# Талман, Уильям
Уильям Талман (англ. William Talman; 1650, Уилтшир — 1719, Норфолк) — английский архитектор эпохи барокко, также ландшафтный архитектор (садово-парковая архитектура).

## Жизнеописание
Родился в провинции, в усадьбе Эсткот-Хаус, графство Уилшир. Главный учитель будущего архитектора — Кристофер Рен, математик и архитектор.
Много работал как садовый и ландшафтный архитектор в богатых усадьбах провинциальной Англии. Среди первых значительных произведений Уильяма Талман-архитектора — дворец Чатсуорт-хаус и сад в стиле барокко, Северный Девоншир, созданные в период 1687—1696 годов. Дворец Чатсуорт-хаус считают первым загородным дворцом Великобритании, созданным в национальном стиле барокко.
Значительный опыт садового архитектора обусловил назначение Уильяма Талмана (вместе с Джорджем Лондоном) на должность первого помощника Уильяма Бентика, главного руководителя-хранителя королевских садов. Работа сблизила Талмана с Кристофером Реном, который привлек того для восстановления дворца Хэмптон-Корт и его садов.
Характер Уильяма Талман считали тяжёлым, чему способствовало влияние отзывов Чарльза Ховарда, 3-го графа Карлайла. Это способствовало тому, что два известных гигантских сооружения провинциальной Англии — замок Ховард и дворец Бленхейм — поручили проектировать и строить не ему, а архитектору-любителю Джону Ванбру.
Уильям Талман умер в 1719 году.
Сын — Джон Талман (1677—1726), известный британский антиквар.

## Чатсуорт-Хаус
Усадьба Чатсуорт-хаус была спланирована как садово-парковый ансамбль французского образца, уже распространённая на европейском континенте, прежде всего в Голландии. Развитые традиции садоводства, более сдержанный характер голландского барокко оказали влияние на садово-парковое искусство в Британии. Отчасти на процесс влияли и вкусы нового короля Англии — Вильгельма III Оранского, нидерландца по происхождению, мужа английской принцессы Марии.
Ансамбль в Чатуворт-Хаус начинался с пристроек к старинной постройке времен Тюдоров, а заканчивался созданием дворца нового типа и огромного сада, не созданного полностью в соответствии с первоначальным планом. Ансамбль уже имел осевое построение, но полной симметрии план не имел. Сохранёны и характерные для садов Англии аттракции, присущие им с эпохи барокко, например, лабиринт. Среди эффектных садовых построек-павильонов нового типа — Дом-каскад, созданный на соседнем склоне вдоль дворца.
В Лондонской Национальной портретной галерее сохранилась картина работы Джузеппе Грисони, на которой изображено семейство Талманов. Джон Талман в центре между отцом Уильямом (сидит, слева) и его сестрой Фрэнсис и матерью Ханной (справа).